# Plicosepalus somalensis
Plicosepalus somalensis är en tvåhjärtbladig växtart som beskrevs av D. Wiens & R.M. Polhill. Plicosepalus somalensis ingår i släktet Plicosepalus och familjen Loranthaceae. Inga underarter finns listade i Catalogue of Life.